# MikroRNK
MikroRNK (skraćeno miRNK, eng. microRNA, miRNA) je mala nekodirajuća molekula RNK, (koja sadrži oko 22 nukleotida) koju nalazimo u biljkama, životinjama te nekim virusima. Uloga joj je prigušivanje RNK i poslijetranskripcijsko reguliranje genskog izražaja.
Uz miRNK, ulogu u reguliranju genskog izražaja također imaju mala interferirajuća RNK (siRNK) i RNK sa strukturom ukosnice (shRNK).:sažetak, str. 2 u pdf-u
Kodira ga eukariotska jezgrena DNK kod biljaka i životinja i virusna DNK kod nekih virusa čiji je genom zasnovan na DNK. Uloga miRNK je preko baznog uparivanja s komplementarnim nizovima unutar molekula mRNK. Kao rezultat, ove su molekule mRNK prigušene jednim ili više od sljedećih procesa: 1) izrez lanca mRNK u dva komada 2) destabiliziranje mRNK skraćivanjem njena poly(A) repa i 3) manje učinkovitom translacijom mRNK u bjelančevine putem ribosoma. 
MiRNK je dvolančana molekula RNK koja posredovanjem u procesu interferencije RNK rezultiraju prigušivanjem (utišavanjem) gena komplementarnim sparivanjem s ciljnom molekulom mRNK. MikroRNK ima slične prepreke tijekom RNKi: slabe je stabilnosti in vivo, zbog barijera ima teškoća u isporuci molekule i javljaju se neželjeni učinci koji ne rezultiraju utišavanjem gena.:sažetak, str. 2 u pdf-u
MiRNK, shRNK i siRNK primjenjuje se kao posrednike u terapijskom liječenju bolesti poput infekcija i tumora.:sažetak, str. 2 u pdf-u